# 코스튬

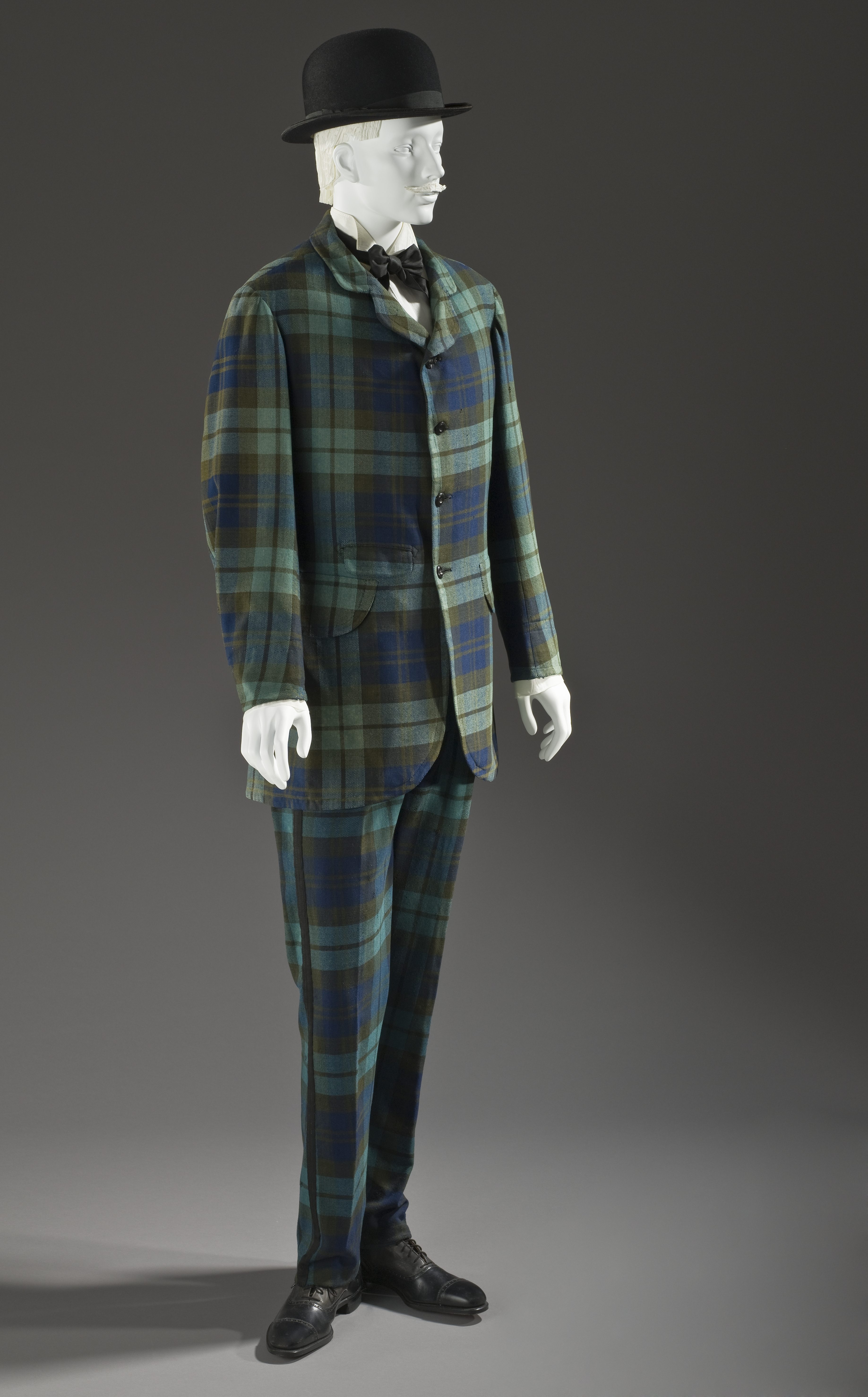

코스튬(영어: costume)은 무대 위에서 등장인물이나 시대, 배경을 나타내는 옷을 말한다. 코스튬은 계급, 성별, 직업, 민족, 국적, 활동 또는 시대를 반영하는 개인 또는 그룹의 독특한 복장 또는 화장이다. 간단히 말해 코스튬은 사람들의 문화적 시각이다.
이 용어는 또한 전통적으로 승마 의상, 수영 의상, 댄스 의상 및 이브닝 의상과 같은 특정 활동에 적합한 전형적인 적절한 의복을 설명하는 데 사용되었다. 적절하고 수용 가능한 코스튬은 패션과 현지 문화 규범에 따라 변화할 수 있다.

## 같이 보기
- 코스튬 드라마
- 복장 규정
- 제복
- 마스코트